# فهم القرآن (كتاب)
كتاب فهم القرآن، مؤلفه: الحارث بن أسد المحاسبي. والكتاب يحتوي على موضوعات مختلفة، يجمعها أنها متعلقة بالقرآن الكريم وفهمه، ففيه كلام عن صفات الله، ورد على المعتزلة والرافضة في عدد من القضايا الاعتقادية، وفي مقدمته يتحدث عن نهج العقل المؤمن، ثم يتحدث عن الفرق الزائغة ويركز على الرافضة وقولهم بنسخ الأخبار، مع نقد المعزلة كذلك في أصولهم.
وقد جعل القسم الأخير من الكتاب في علوم القرآن فتكلم عن الناسخ والمنسوخ، والخاص والعام، ولذلك عده بعض الباحثين كتابا في علوم القرآن، يقول د.مساعد الطيار: «يعدُّ كتاب فهم القرآن للحارث المحاسبي (ت243هـ)، وكتاب جمال القراء وكمال الإقراء لعلم الدين السخاوي (ت643هـ) من كتب علوم القرآن لقيام الكتابين على جملة من علوم القرآن»
ويرى محقق الكتاب أن الكتاب تم تأليفه في العقد الثاني من القرن الثالث الهجري.

## نبذة عن الكتاب
الكتاب يحتوي على موضوعات مختلفة، يجمعها أنها متعلقة بالقرآن الكريم وفهمه، ففيه كلام عن صفات الله، ورد على المعتزلة والرافضة في عدد من القضايا الاعتقادية، وفي مقدمته يتحدث عن نهج العقل المؤمن، ثم يتحدث عن الفرق الزائغة ويركز على الرافضة وقولهم بنسخ الأخبار، مع نقد المعتزلة كذلك في أصولهم.
وقد جعل القسم الأخير من الكتاب في علوم القرآن فتكلم عن الناسخ والمنسوخ، والخاص والعام، ولذلك عده بعض الباحثين كتابا في علوم القرآن، يقول مساعد الطيار: «يعدُّ كتاب فهم القرآن للحارث المحاسبي (ت243هـ)، وكتاب جمال القراء وكمال الإقراء لعلم الدين السخاوي (ت643هـ) من كتب علوم القرآن لقيام الكتابين على جملة من علوم القرآن»
يرى محقق الكتاب أن الكتاب تم تأليفه في العقد الثاني من القرن الثالث الهجري.

## موضوعات الكتاب
قسم كتابه إلى مقدمة وسبعة أقسام، والذي يظهر أن هذا التقسيم من صنيع المحقق وليس المحاسبي وهي:
1. المقدمة، ذكر فيها ما يتعلق بصفات الله.
2. القسم الأول: عن القرآن الكريم، فذكر فضائل القراء.
3. القسم الثاني: في فقه القرآن.
4. القسم الثالث: في المحكم والمتشابه.
5. القسم الرابع: ذكر فيه ما يجوز فيه النسخ وما لا يجوز فيه ذلك، وتكلم فيه عن صفات الله وأسمائه، وإخبار الله عما كان ويكون، كما تكلم عن خلق القرآن.
6. القسم الخامس: مع المعتزلة، دفاع وإلزامات.
7. القسم السادس: ذكر الناسخ والمنسوخ في الأحكام.
8. القسم السابع: في أساليب القرآن، فذكر فيه التقديم والتأخير، والإضمار، والحروف الزوائد، والمفصل والموصول.

## ميزات الكتاب
1. كتاب مسند
2. من أقدم الكتب التي تناولت الرد على بعض الفرق كالمعتزلة.
3. من أقدر الكتب التي تناولت علوم القرآن، حتى ردوده على الفرق الأخرى كانت مبنية على علوم القرآن.

## طبعات وتحقيقات الكتاب
طبعة دار الفكر بتحقيق الدكتور: حسين القوتلي، ضمن كتاب العقل، الطبعة الأولى 1391هـ.